# تشارلز د. هيرون
تشارلز د. هيرون (بالإنجليزية: Charles D. Herron)‏ هو عسكري أمريكي، ولد في 13 مارس 1877 في كروفوردسفيل في الولايات المتحدة، وتوفي في 23 أبريل 1977 في هونولولو في الولايات المتحدة.